# Montañas Mackay
Las montañas Mackay (77°30′S 143°20′O / -77.500, -143.333) son un grupo prominente de picos ubicados a unos 19 km al sur de las montañas Allegheny en las cordilleras Ford de la Tierra de Marie Byrd, Antártida. Fueron descubiertas por la Expedición Antártica Byrd en 1934, y nombradas en honor a Clarence Mackay propietario de la empresa Postal Telegraph and Mackay Radio Companies, uno de los financistas de la expedición.